# Volkswagen Passat B5.5

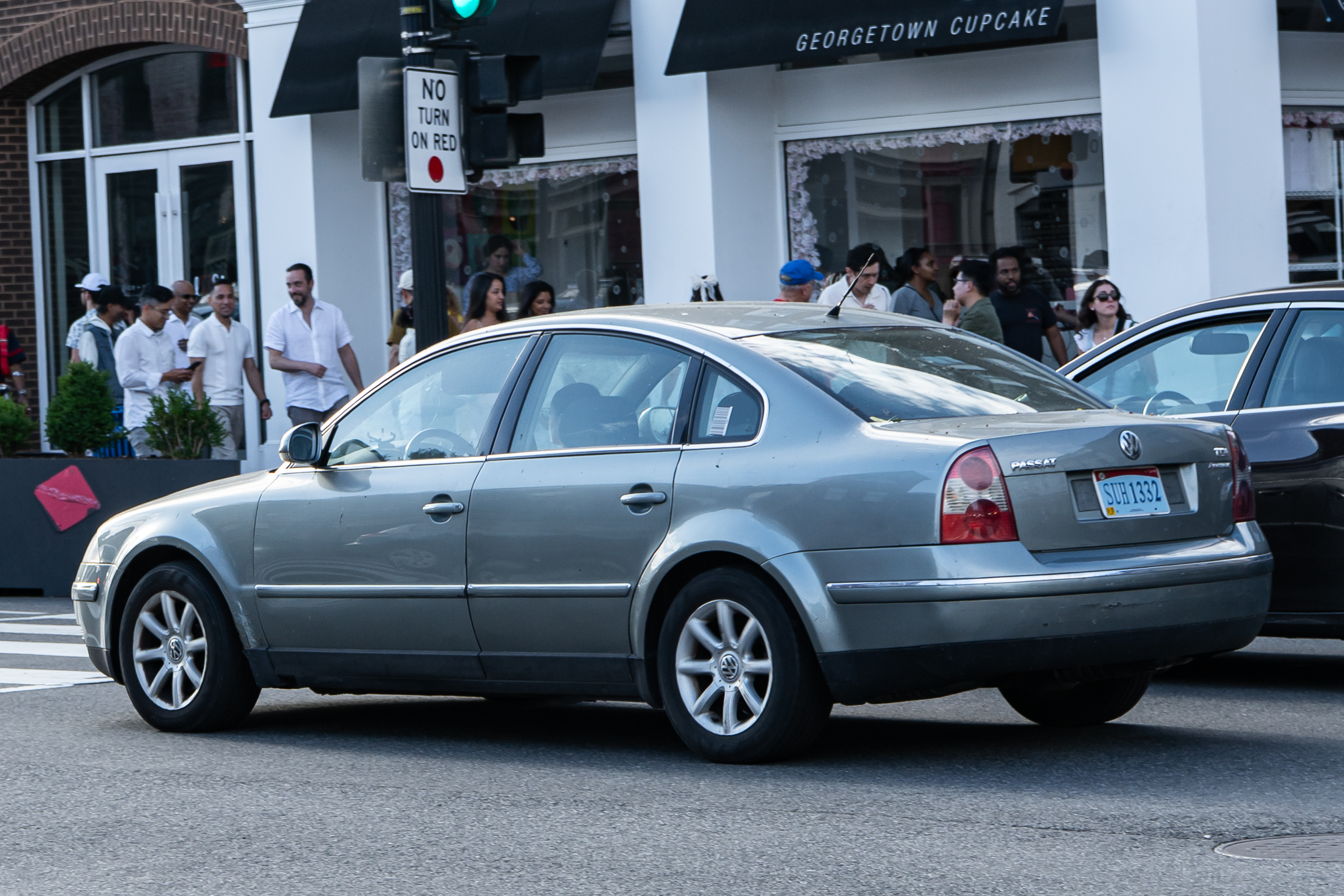
Volkswagen B5.5 dietro

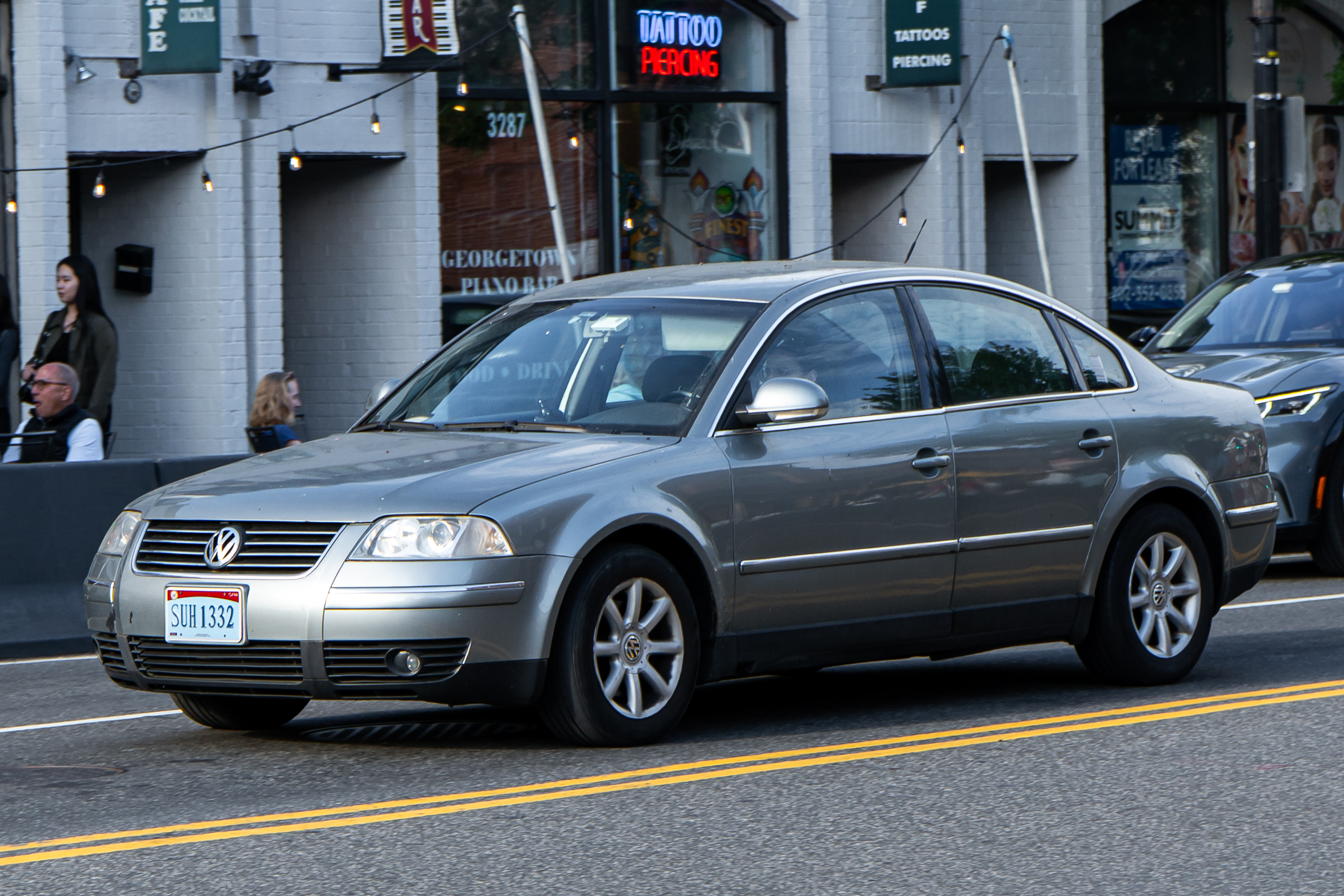
Volkswagen b5.5

Sostituisce la